# Vaccin contre la bilharziose
Un vaccin contre la bilharziose est un vaccin expérimental développé pour lutter contre la bilharziose.

## Rappel
La bilharziose est la maladie parasitaire la plus importante dans les pays en voie de développement, après le paludisme. Le parasite responsable de la bilharziose est présent dans les eaux stagnantes et infecte près de 200 millions de personnes dans le monde ; 800 millions y sont exposées régulièrement. Deux formes de bilharziose majeures existent chez l’homme, dues à deux parasites très semblables : la forme intestinale et la forme urinaire. La bilharziose urinaire est la forme la plus répandue en Afrique. Elle est considérée aujourd’hui par l’OMS comme la bilharziose présentant le plus de risques pour la santé publique.

## Glutathion S-transférase
Un vaccin composé d'une glutathion S-transférase de 28 000 daltons (connu sous le nom de Bilhvax) est  en essai clinique de phase 3.
C’est contre la forme urinaire que les chercheurs de l’Inserm et d’EPLS (Espoir pour la santé) tentent de mettre au point un vaccin. Le principe de ce vaccin est quelque peu atypique. C’est un vaccin thérapeutique. Il est administré aux sujets ayant déjà contracté la maladie, et vise à limiter ou juguler la pathologie liée à l’infection. Vaccin pédiatrique, il est destiné aux enfants de six à neuf ans.
En 1998, la préparation vaccinale est administrée pour la première fois chez l'homme lors d'un essai clinique de phase 1 à Lille. Une autre phase 1 (phase de sécurité) fut ensuite réalisée par EPLS chez les enfants non touchés par la bilharziose à Saint-Louis. Les résultats prometteurs ont permis de lancer les phases 2 au Sénégal puis au Niger, phase permettant de déterminer le calendrier de vaccination. Les résultats prometteurs obtenus lors de ces phases ont rendu aujourd’hui possible la mise en œuvre des essais de phase 3, phase clinique d'efficacité sur un nombre important de patients. Ils visent à démontrer l’efficacité du vaccin sur la réduction de la pathologie chez des enfants infectés.
Après avoir obtenu un avis positif du Comité national de la recherche en santé (Comité d’éthique du Sénégal), cette recherche clinique est actuellement réalisée au Sénégal par les équipes médicales et techniques de EPLS. Le promoteur de cette recherche est l’Inserm, qui par son Comité d’orientation stratégique et de suivi des essais cliniques (COSSEC) a entériné le protocole rédigé par les chercheurs français (Inserm) et sénégalais. Le vaccin a été  produit dans les zones BPF de la société  Eurogentec, une société de biotechnologie située dans le Liège Science Park au Sart-Tilman. Le  procédé de fabrication du vaccin a été mis au point en collaboration avec des chercheurs français.
Parce que ce vaccin est destiné aux classes sociales les plus démunies des pays africains, le développement clinique n’a pas trouvé d’entreprises pharmaceutiques aptes à le soutenir financièrement. C’est en fait, principalement grâce à des fonds publics que le développement de ce vaccin peut être réalisé. Supporté dans ses premières phases par les fonds de la recherche de l’Union européenne, c’est aujourd’hui le Conseil régional du Nord-Pas-de-Calais qui, avec l’aide de l’Inserm, le ministère français des Affaires étrangères et quelques autres institutions et entreprises privées, soutiennent financièrement le développement du candidat vaccin.
Cette dernière phase clinique a débuté en octobre 2008 et durera trois ans. Elle devrait permettre la mise sur le marché d’un nouvel outil de santé publique abordable pour les populations accablées par la bilharziose urinaire.